# John Peterman
John Peterman é um varejista e empresário de moda estadunidense, proprietário da The J. Peterman Company.
Foi parodiado na série Seinfeld, e como consequência seu nome ganhou fama mundial. Um ano após o fim da série, no entanto, sua empresa abriu falência, sendo comprada pela Paul Harris Company. Posteriormente, quando a própria Paul Harris fechou, Peterman, com a ajuda de John O'Hurley (ator que o interpretou em Seinfeld) conseguiu comprar de volta os direitos de seu nome para usá-lo como marca.